# نهر ليمونلو
يقع نهر ليمونلو الذي يمثل النهر التاريخي لمدينة قيليقية في محافظة مرسين في تركيا، وينبع من جبل يوغليك "Yüğlük Dağı" في جبال طوروس ويتدفق من خلال الممرات الضيقة باتجاه الجنوب الغربي حتى يصل إلى البحر الأبيض المتوسط في ليمونلو في محافظة إيرديملي، ويتفرع منه في منتصف الطريق تقريبًا رافد في سوزاما ديريسي، وتقع قلعة لاموس كاليسي التي تعود للعصور الوسطى على تلة منبسطة على الضفة اليمنى للنهر في بلدة ليمونلو على بعد 500 متر إلى الغرب من مصب النهر، يوجد في أسفل القلعة جسر عثماني قديم فوق النهر تم تشيده على الأغلب مكان جسر روماني سابق، يوجد في شمال البلدة بقايا قناة مائية كانت توزع المياه من النهر باتجاه الغرب إلى بلدتي  اليوسا سيباست وكوريسيوس القديمتين.
.